# Данило Явгусишин
Аонішікі Арата (яп.安青錦 新大; нар. 23 березня 2004 року як Аонішікі Арата , українськ. Данило Явгусишин) — український професійний борець сумо з Вінниці, Вінницька область. Він другий українець, який став професійним борцем сумо, після Шіші у 2020 році. Він виступає за команду Адзігава, а його найвищий ранг — Маеґашіра 1.
Аонішікі здобув двозначну кількість перемог у кожному зі своїх перших п'яти турнірів у статусі секіторі. Він виграв 11 матчів і отримав спеціальний приз у кожному зі своїх перших трьох турнірів вищого дивізіону, посівши друге місце в липні 2025 року.

## Раннє життя та походження сумо
Явгусишин почав займатися сумо у віці 7 років, і посів третє місце на Чемпіонаті світу з боротьби серед юніорів 2019 року.  Він також має досвід у вільній боротьбі та дзюдо.  Він продовжував займатися сумо та виграв три золоті медалі на чемпіонаті України у віці 17 років, маючи непереможний рекорд. У тому ж віці він посів дев'яте місце на Чемпіонаті світу з боротьби серед кадетів 2021 року у ваговій категорії до 110,0 кг серед чоловіків.
Явгусишин був прийнятий до українського національного університету, але через вторгнення Росії в Україну в лютому 2022 року він вирішив покинути свою країну, спочатку шукаючи притулку в Німеччині, перш ніж прибути до Японії в квітні того ж року, використовуючи дружбу, яку він зав'язав з Аратою Яманакою, капітаном клубу сумо Кансайського університету, старшим борцем-аматором сумо, з яким Явгусишин познайомився на чемпіонаті світу серед юніорів 2019 року. У Японії його приймали в квартирі Яманаки в Кобе (префектура Хьоґо), де його приймаюча родина витрачала власні гроші, щоб він міг залишатися в Японії в найкращих можливих умовах, допомагаючи йому впоратися з тугою за домівкою та самотністю, причому Явгусишин називав їх своєю «японською родиною».
Явгусишин тренувався в клубах сумо Кансайського університету та середньої школи Хотоку Гакуен (альма-матер Яманаки), незважаючи на те, що не мав статусу студента. У цей період було помічено, що Явгусишин вже був на набагато вищому рівні, ніж його університетські колеги, зокрема, вигравши кілька матчів проти майбутнього борця зі стайні Міягіно Сейхакухо, який змагався в Університеті Досіся після імміграції до Японії. Явгусишин підтримує дружбу з клубом, у якому його прозвали «Даня».
Через клуби сумо Університету Кансай Явгусишин познайомився з Адзігавою (колишнім Амінішікі). У грудні 2022 року Явгусишин був офіційно прийнятий як один з перших новобранців клубу Адзігава. Спочатку Адзігава неохоче вербував Явгусишина, не бажаючи вербувати іноземних борців (з урахуванням обмежень на вербування) та стурбований культурним та мовним бар'єром, але поступився рішучості молодого борця.

## Кар'єра

### Рання кар'єра
Явгусишин офіційно приєднався до тренувального табору стайні Адзігава перед турніром у липні 2023 року та склав новий іспит на учня. Отримавши робочу візу, він дебютував на вересневому турнірі того ж року. Йому дали шікону Аонішікі Арата (安青錦 新大) — ім'я, створене шляхом об'єднання кандзі синього кольору (青), що відноситься до українського прапора, та кандзі, що означає спокій (安) та парча (錦), від власного імені його вчителя (安美錦). Він сам обрав ім'я Арата (新大), оскільки це ім'я Арати Яманаки (山中新大), колишнього капітана, а нині тренера клубу сумо Університету Кансай, який допоміг йому знайти притулок у Японії. На запитання про цей вибір Аонішікі відповів: «Тепер я відчуваю, що ми боремося разом».
Під час свого першого професійного турніру Аонішікі виграв дивізіон джонокучі. На той момент він приніс своїй стайні лише другий чемпіонський титул після того, як його товариш по стайні Аносьо також виграв цей дивізіон у липні 2023 року. У січні 2024 року він здобув свій другий чемпіонський титул у дивізіоні джонідан після плей-оф проти команди Чіотаїко зі стайні Коконое. У березні 2024 року на турнірі його було підвищено до санданме , але після шести перемог поспіль він програв Нагамурі зі стайні Кісе в своєму останньому матчі на турнірі, завершивши свою 20-переможну серію з моменту дебюту. На травневому турнірі його було підвищено до макушіта , і Аонішікі завершив його з результатом 6–1. Під час вересневого турніру того ж року Аонішікі піднявся на вершину дивізіону макушіта , і після турніру повідомлялося, що його результату 6–1 зазвичай достатньо для підвищення до дивізіону дзюрьо. Його підвищення до листопадового турніру було підтверджено після післятурнірної наради щодо рейтингу.

### АкціяДжурьо
Аонішікі — перший борець, вихований колишнім Амінішікі, який досяг статусу секіторі з моменту заснування його стайні. Він також другий борець з України (після Шіші), який досяг цього рангу, і п'яте найшвидше підвищення з моменту запровадження системи шести турнірів у 1958 році після його дебюту (без урахування системи цукедаші).
На прес-конференції, присвяченій підвищенню до дзюрьо , він зізнався, що його надихнули результати його країни на літніх Олімпійських іграх 2024 року, додавши, що він абсолютно не хотів демонструвати ганебний рівень спортивної майстерності. Він також зазначив: «Мого майстра підвищено до дзюрьо у віці 21 року. Я хотів переконатися, що не програю йому». Під час свого першого турніру з дзюрьо Аонішікі встановив двозначний рекорд. Хоча він не є випускником Кансайського університету, університет подарував йому кесьо-мавасі, оскільки він тренувався там до свого професійного дебюту.
Під час січневого турніру 2025 року Аонішікі зарекомендував себе як один із лідерів змагань, конкуруючи з ним також із Шіші, єдиним іншим українським борцем у професійному сумо. На 12-й день ці два борці зустрілися у першому матчі з двома українськими борцями в історії цього виду спорту, і Шіші вийшов переможцем у цій сутички та взяв на себе одноосібне лідерство у змаганнях. Хоча Аонішікі не зміг виграти чемпіонат, він зміцнив свої шанси на підвищення до макуучі, вищого дивізіону сумо, на березневому турнірі. Після турніру преса сприймала Аонішікі як єдиного європейського борця, здатного досягти вершини спортивної ієрархії, незважаючи на виступи свого старшого Шіші.

### Макуучі
Аонішікі офіційно перейшов до вищого дивізіону на турнірі в березні 2025 року. Це зрівняло його з Такеруфудзі та колишнім Джокорю як найшвидшого борця, який пройшов підвищення з дебюту до вищого дивізіону, зробивши це в дев'яти турнірах. Одночасно з його підвищенням, повернення його співвітчизника Шіші до вищого дивізіону також робить їхню країну, Україну, сьомою іноземною країною, яка має двох борців рейтингу макуучі в історії професійного сумо.
Аонішікі применшив значення цього досягнення, заявивши журналістам: «Я просто виконував інструкції свого конюха». Він додав, що хоче показати сильний виступ і прагнутиме двозначної кількості перемог і спеціального призу (сансьо) у своєму дебюті на макуучі.
Під час турніру Аонішікі кваліфікувався як один із найкомпетентніших борців, зазнавши лише трьох поразок до дванадцятого дня, здобувши при цьому серію з семи перемог поспіль. На 6-й день він переміг свого співвітчизника Шіші у першому матчі макуучі між двома українцями в історії цього виду спорту, помстившись останньому за поразку в чемпіонаті дзюрьо у січні. В останній день Аонішікі виграв свій матч проти секіваке Охо, здобувши свою одинадцяту перемогу завдяки кірікаеші («підкид коліна назад»). За свій виступ на турнірі, який завершився в його день народження, Аонішікі був нагороджений призом «Бойовий дух», ставши другим борцем, який виграв таку нагороду за найкоротший час, після Такеруфудзі.
Під час травневого турніру 2025 року Аонішікі виділився як один із лідерів змагань, здобувши сім перемог та одну поразку протягом першої половини турніру, розділивши лідерську групу з непереможним Одзекі Оносато разом із Вакатакакаге та Хакуохо. Однак переможна серія Аонішікі закінчилася, коли він зазнав поразки від комусубі Вакатакакаге, борця, яким він захоплюється, що фактично вивело його з боротьби за титул, відставши від лідера турніру на дві поразки. Хоча він мав труднощі з борцями найкращого рейтингу банзуке ( програвши секіваке Даєішо та Одзекі Котозакура),  Аонішікі завершив свій другий турнір з одинадцятою перемогою, вигравши свій другий спеціальний приз «Бойовий дух» після перемоги над Саданоумі. Після своїх виступів у перших двох турнірах макуучі , Аонішікі звернув увагу на потенційне підвищення до рангу сан'яку на липневому турнірі. Він ледь не втратив це потенційне підвищення, натомість отримавши найвищий ранг маеґашіра на липень.
Під час турніру в Нагої у липні 2025 року Аонішікі на третій день здобув свій перший у кар'єрі кінбосі , перемігши йокодзуну Хошорю. Це сталося на 12-му професійному турнірі Аонішікі, який встановив новий рекорд швидкості для найшвидшого борця в історії системи шести турнірів (заснованої в 1958 році), який отримав свою першу золоту зірку. Попередній рекорд становив 14 турнірів, який був встановлений колишнім Озекі Конішікі в 1984 році та повторений Томоказе в 2019 році. До середини турніру він відставав від лідерів на одну перемогу, вигравши п'ять матчів проти семи суперників з рейтингом комусубі або вище. На 11-й день він вийшов на частину лідерства в турнірі. Він втратив лідерство, коли зазнав поразки у своєму 14-му дні від нового маеґашіри Кусано, а наступного дня його переміг сам лідер Котосьохо, який у результаті вперше здобув перемогу у турнірі вищого дивізіону. Аонішікі посів друге місце у п'ятисторонній нічиї з Атаміфудзі, Кусано (який також програв в останній день), Оносато та Тамаваші, а також отримав приз за техніку.

## Стиль бою
Найпоширеніша кімаріте , або переможна техніка Аонішікі, — це оші-дасі («фронтальний поштовх»), і він віддає перевагу мігі-йоцу, або захопленню лівою рукою зовні, правою зсередини за мавасі опонента.
Аонішікі не має великого зросту, але він компенсує це технічною майстерністю позицій рук, що відрізняє його від інших борців європейського походження, які значною мірою покладалися на свій розмір та фізичну силу. Він також відомий своєю здатністю до швидких атак у лоб. Також зазначалося, що він володіє чудовою технікою стабільності, що дозволяє йому залишатися низько та отримувати перевагу над суперниками, піднімаючи їхній центр ваги. З часів аматорства Аонішікі стверджує, що вивчав стиль борців такої ж статури, як і він сам, таких як його майстер (колишній Амінішікі) та колишній йокодзуна Ваканохана Масару. Аонішікі також надихається Вакатакакаге, останній допомагає йому тренуватися в червні 2024 року.
Завдяки своїм технічним навичкам, Аонішікі часто виграє свої бої за допомогою рідкісних технік, таких як ті, що він використовував на турнірі в січні 2025 року: кірікаеші («підкид коліном назад з скручуванням»), окурінаге («кидок ззаду») або утімусо («скручування з опорою на внутрішню частину стегна»). Аонішікі також докладає великих зусиль, намагаючись набрати вагу, а також працює над силовими тренуваннями, піднімаючи вагу 200 кг (440 фунтів; 31 ст.) у жимі лежачи.
Після третього поспіль турніру Аонішікі у вищому дивізіоні з 11 перемогами у липні 2025 року, Коконое (колишній Одзекі Чійотаікай) порівняв стиль Аонішікі зі стилем Таманої (колишній Одзекі Точіазума), коли той піднімався кар'єрними сходами макуучі. Аонішікі також отримав похвалу від двох інших старійшин, які були колишніми Одзекі : Такекуми (колишнього Ґойдо), який сказав, що «його не можна придушити», оскільки він демонстрував чудову силу та техніку, та Асакаями (колишнього Кайо), який відзначив його відданість та бажання вдосконалюватися під час тренувань.

## Особисте життя
Батьки Аонішікі також мають статус біженця і зараз живуть у Німеччині. Його мати працює там прибиральницею. Коли Аонішікі вирішив переїхати до Японії, він міг розраховувати на підтримку батьків, які заохочували його отримати візу.
Аонішікі вільно володіє українською та російською мовами, а англійською — на середньому рівні. На момент його працевлаштування у професійному світі вже зазначалося, що Аонішікі вільно володіє японською мовою, яку він вивчив після прибуття до Японії.

## Кар'єрний рекорд
| Рік | Січень Хацу басьо, Токіо       | Березень Хару басьо, Осака   | Мей Нацу басьо, Токіо       | Липень Нагоя басьо, Нагоя     | Вересень Акі басьо, Токіо | Листопад Kyūshū basho, Фукуока |
| --- | ------------------------------ | ---------------------------- | --------------------------- | ----------------------------- | ------------------------- | ------------------------------ |
| 2023 рік | х                              | х                            | х                           | х                             | (Маедзумо)                | West Jonokuchi #14 7–0 Чемпіон |
| 2024 рік | East Jonidan #10 7–0–P Чемпіон | Східний Санданме № 18 6–1    | East Makushita #40 6–1      | Західна Макушіта № 17 6–1     | Західна Макушіта № 4 6–1  | Східний Дзюрьо № 11 10–5       |
| 2025 рік | Західний Джурьо № 5 12–3       | Східна Маегашира № 15 11–4 F | Східна Маегашира № 9 11–4 F | Східна Маегашира № 1 11–4 T ★ | х                         | х                              |
| Результати вказано як перемоги–поразки–відсутності Чемпіон вищого дивізіону Фінал вищого дивізіону Звільнення з гри Нижчі дивізіони Неучасть Клавіша Sanshō : F = Бойовий дух; O = Видатна продуктивність; T = Техніка Також показано: ★ = Кінбоші ; P = Дивізіони плей-оф (s): Макууті — Юрьо — Макушіта — Санданме — Джонідан — Йонокучі Чини Макууті : Йокодзуна — Озекі — Секіваке — Комусубі — Маегасіра |                                |                              |                             |                               |                           |                                |